# راجر بیکن
راجر بیکن (به انگلیسی: Roger Bacon) ‏ (۱۲۱۴-۱۲۹۴) کشیش و فیلسوف و مدرس فرانسیسکن انگلیسی بود. در آکسفورد و دانشگاه پاریس تحصیل و تدریس کرد و ظاهراً آشنایی او با کتاب سرالاسرار ارسطو در پاریس توجهش را به علوم جلب نمود.

## زندگی
وی از دانشمندان علوم طبیعی انگلیسی و پیرو فرقه فرانسیسکن بود که در دانشگاه آکسفورد و پاریس که در آن زمان پایتخت دانش اروپا بود دانش آموخت؛ و گردآوری‌های دانشمندان اسلام وآنچه را که ایشان از کتاب‌های یونانی ترجمه کرده بودند، بازخوانی کرد. مردم در زمان زندگی اش ارزش او را ندانستند زیرا اندیشهٔ او خیلی بالاتر از اندیشه زمانی بود که در آن می‌زیست. نوآوری شیشه، دودکش، قطب نمای کشتی، سکان کشتی، کاغذ، عدسی، عینک و باروت را از او می‌دانند.
همچنین، وی توانست دستور زبان ساده‌ای که به یاری آن می‌توان زبان‌های یونانی، لاتین، عبری و عربی را در زمان کوتاهی آموخت، فراهم آوَرَد.

## تحولات زندگی
در ۱۲۵۲ م . به فرانسیسیان پیوست و از آغاز امر بین او و آنان که بر او مقدم بودند، اختلاف افتاد. سرانجام، توسط فرانسیسیان که نوشته‌های پیروان خود را سانسور میکردند به عنوان تعلیم دهنده «چیزهای تازه مظنون » محکوم کردید و در ۱۲۶۸ تا ۱۲۹۲ م . محبوس گردید و مدتی بعد درگذشت.
بیکن از فضلای عصر خود بود و زبان‌های یونانی و عبری و احتمالاً عربی نیز می‌دانست.
معتقد بود که علم مکمل دین است نه مخالف آن . به علوم طبیعی و تجربه و به مشاهده مستقیم اهمیت میداد و به همین جهت او را از پیشروان روش تازه علمی شمرده‌اند.

## آثار
آثار معروفش کتاب اکبر، کتاب اصغر و کتاب سوم است که آن‌ها را برای پاپ کلمنس چهارم نوشت . تألیفاتی در کیمیا داشته‌است و به همین جهت کتاب‌های بسیار در سحر و کیمیا به او نسبت داده‌اند.
اختراع باروت را نیز به غلط به او نسبت داده‌اند و بعضی وی را سازنده تلسکوپ و میکروسکوپ شمرده‌اند ولی سند این ادعا بسیار ضعیف است.